# Hylocereeae
Hylocereeae (Buxb., 1958) è una tribù della famiglia delle Cactacee.

## Descrizione
La trib comprende specie epifite e rampicanti, con fusti piatti e molli, color grigio-verde e privi di spine. Producono piccoli fiori di diverse tonalità, dal rosa al rosso al giallo pallido.

## Distribuzione e habitat
Le Hilocereeae sono diffuse principalmente nelle zone tropicali del Messico e dell'America centrale.

## Tassonomia

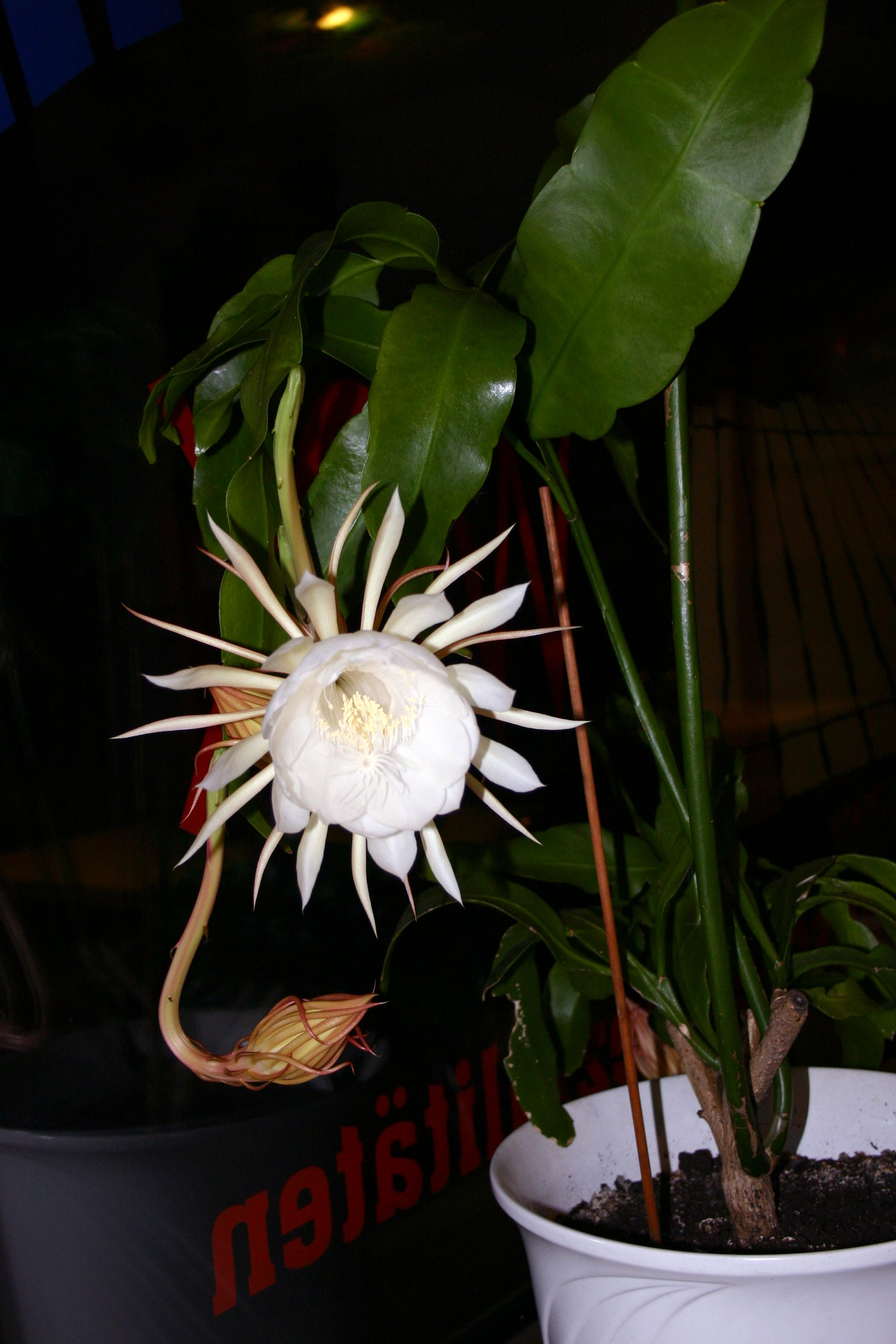
Epiphyllum oxypetalum

La tribù comprende i seguenti generi:
- Acanthocereus (A.Berger) Britton & Rose
- Aporocactus Lem.
- Disocactus Lindl.
- Epiphyllum Haw.
- Pseudorhipsalis Britton & Rose
- Selenicereus Britton et Rose
- Weberocereus Britton & Rose

## Coltivazione
Si sviluppano principalmente in luoghi molto umidi e scarsamente arieggiati; hanno bisogno di molta acqua per tutto l'anno.
La temperatura minima per poterli coltivare oscilla fra i 15 e i 10 °C, ma non deve essere troppo elevata per evitare marciumi che possono infettare facilmente queste piante.